# Gare de Saint-Gervais-les-Bains
Ne doit pas être confondu avec Gare de Saint-Gervais-les-Bains-Le Fayet.
La gare de Saint-Gervais-les-Bains est une gare ferroviaire française du tramway du Mont-Blanc située sur le territoire de la commune de Saint-Gervais-les-Bains dans le département de la Haute-Savoie en région Auvergne-Rhône-Alpes, et dans le massif du Mont-Blanc.
Mise en service en 1909, elle est la seule gare ferroviaire desservant le chef-lieu contrairement à celle de la SNCF qui dessert le hameau du Fayet.

## Situation ferroviaire
La gare de Saint-Gervais-les-Bains est située à 797 mètres d'altitude, à environ 500 mètres au nord du centre du bourg de Saint-Gervais-les-Bains.

## Histoire
La gare est ouverte le 28 juillet 1909. Le tramway du Mont-Blanc atteint alors le col de Voza.
Le bâtiment voyageur, initialement construit en bois entre 1906 et 1907, est reconstruit en dur dans les années 1930 et rénové entre 2021 et 2022.

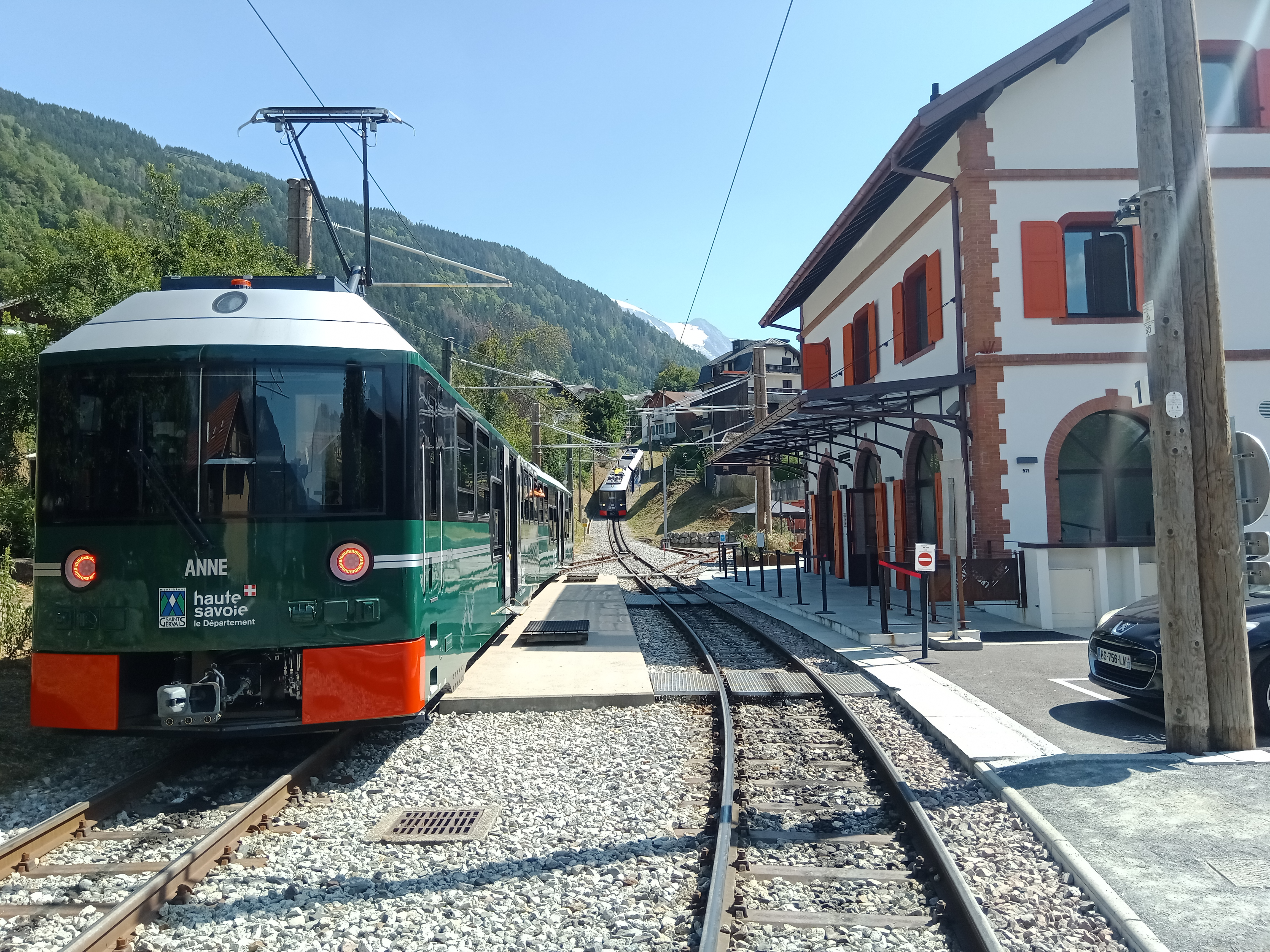
Croisement des rames Anne (à quai) et Marie (en approche) à la gare de Saint-Gervais-les-Bains.